# Rede tática de dados
A Rede Tática de Dados RTD foi criada para substituir o tráfego em voz por dados em operações entre os navios da Marinha Brasileira.
A Equipe criadora do software foi composta pelo Capitão-de-Corveta Felix, Suboficial Enock e Sargento Alexandria.
Funciona sob o princípio da transmissão de pacotes via rádio, o packet-radio.